# José Mota (football, 1919)
Pour les articles homonymes, voir José Mota.
José Mota est un footballeur portugais né le 7 septembre 1919. Il évoluait au poste d'attaquant.

## Biographie

### En club
En 1946, il commence sa carrière au Estoril-Praia qui évolue en première division portugaise,.
De 1950 à 1952, il évolue au Vitória Guimarães,.
Après une dernière saison 1952-1953 au sein du GD Estoril, il raccroche les crampons,.
Il dispute au total 106 matchs pour 88 buts marqués en première division portugaise,.

### En équipe nationale
International portugais, il reçoit deux sélections pour un but marqué en équipe du Portugal en mai 1949 toutes les deux dans le cadre d'amicaux.
Le 15 mai 1949, il joue et marque un but contre du Pays de Galles (victoire 3-2 à Oeiras).
Le 22 mai 1949, il joue contre l'Irlande (défaite 0-1 à Dublin).